# Liste der Monuments historiques in Saint-Porchaire
Die Liste der Monuments historiques in Saint-Porchaire führt die Monuments historiques in der französischen Gemeinde Saint-Porchaire auf.

## Liste der Bauwerke
| Bezeichnung                 | Beschreibung                       | Standort | Kennzeichnung | Schutzstatus | Datum | Bild           |
| --------------------------- | ---------------------------------- | -------- | ------------- | ------------ | ----- | -------------- |
| Château de la Roche-Courbon | Schloss, erbaut im 15. Jahrhundert | (Lage)   | PA00105221    | Classé       | 1946  | weitere Bilder |
| Kirche St-Porchaire         | Erbaut im 12. Jahrhundert          | (Lage)   | PA00105222    | Classé       | 1933  | weitere Bilder |

## Liste der Objekte

### Kirche St-Porchaire
| Bezeichnung                             | Beschreibung                         | Standort | Kennzeichnung | Schutzstatus | Datum | Bild |
| --------------------------------------- | ------------------------------------ | -------- | ------------- | ------------ | ----- | ---- |
| Hauptaltar mit Tabernakel und Baldachin | Holz, vergoldet, 19. Jahrhundert     | (Lage)   | PM17000996    | Inscrit      | 1978  |      |
| Sechs Kreuzwegstationen                 | Gemalt auf Leinwand, 19. Jahrhundert | (Lage)   | PM17000997    | Inscrit      | 1978  |      |
| Monstranz                               | Silber, vergoldet, 19. Jahrhundert   | (Lage)   | PM17001621    | Inscrit      | 1989  |      |